# Anselm Pahnke

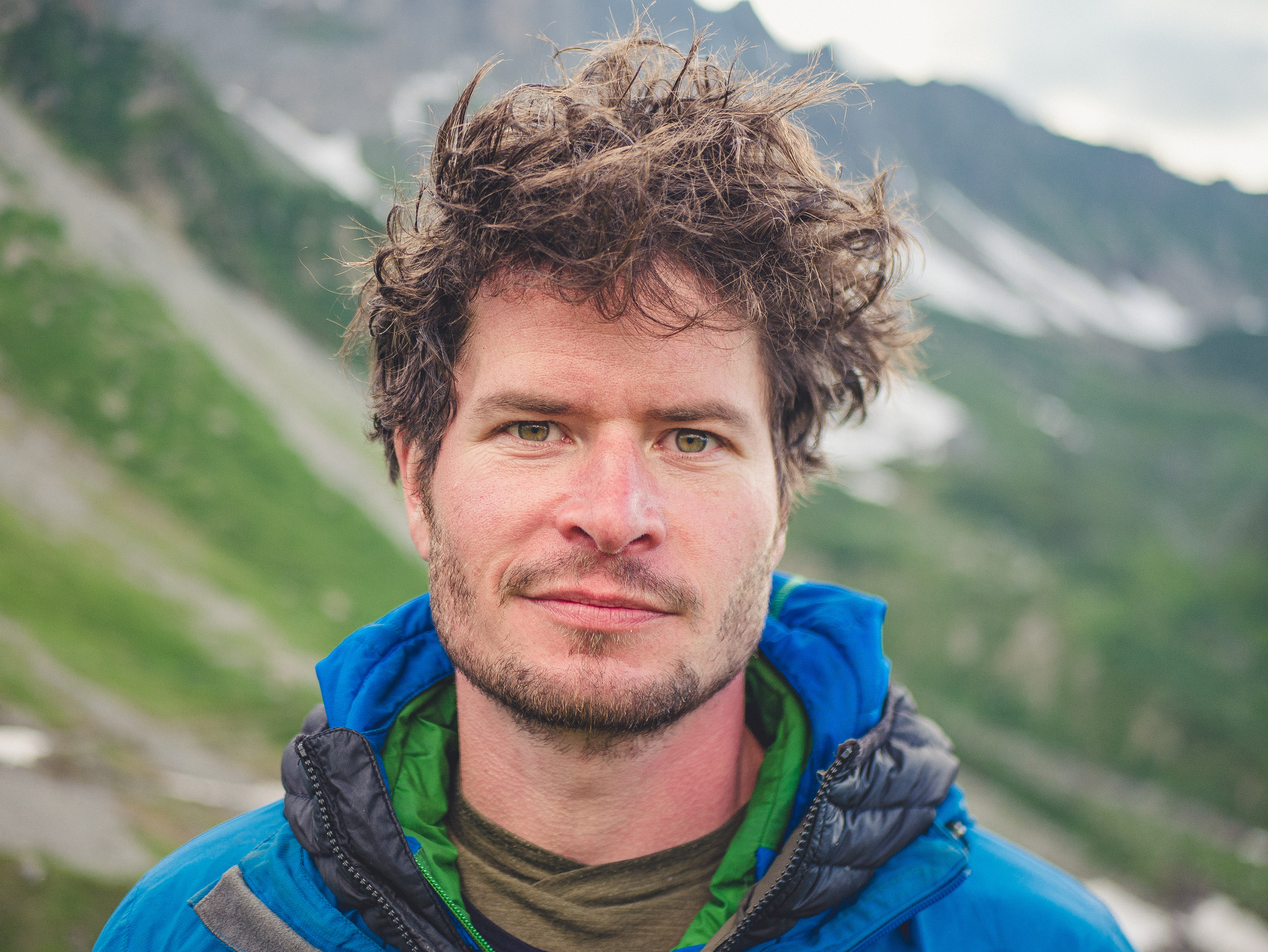
Anselm Pahnke, 2022

Anselm Nathanael Pahnke (geb. 14. April 1989 in Appen) ist ein deutscher Abenteurer, Geophysiker und Filmemacher.

## Leben
Anselm Nathanael Pahnke wuchs in einem Hamburger Vorort auf. Bekannt wurde er durch eine 414-tägige Fahrradreise durch Afrika, die er mit zwei Begleitern begonnen hatte und nach 80 Tagen alleine fortsetzte. Nach einem Gefängnisaufenthalt in Ägypten setzte Pahnke seine Reise ohne Kamera zwei weitere Jahre fort und durchquerte Asien und Australien. Insgesamt war er drei Jahre am Stück unterwegs und legte dabei eine Strecke von 40.000 km in 40 Ländern zurück. Das Besondere bei seiner Art zu reisen war, dass er darauf verzichtete, Wasser zu kaufen. Stattdessen trank er nur aus natürlichen Quellen und Brunnen.
Nach der Reise produzierte er im Jahr 2018 auf Basis seiner privaten Filmaufnahmen die Dokumentation Anderswo. Allein in Afrika, die 2019 zur meistgesehenen Kino-Dokumentation wurde und den Gilde-Filmpreis als bester Dokumentarfilm gewann. 2019 nahm der Streamingdienst Netflix den Film in sein Angebot auf.
Über den zweiten Teil seiner Reise schrieb er das Buch Von Anderswo und anderen Orten, das 2019 im Eigenverlag erschien.
Pahnke engagiert sich für nachhaltige Projekte, darunter die Gründung des Wohn- und Kulturprojekts Kirnhalden im südlichen Schwarzwald bei Freiburg, tritt als Redner auf und tischlert Tiny Houses.